# حديقة الشعب

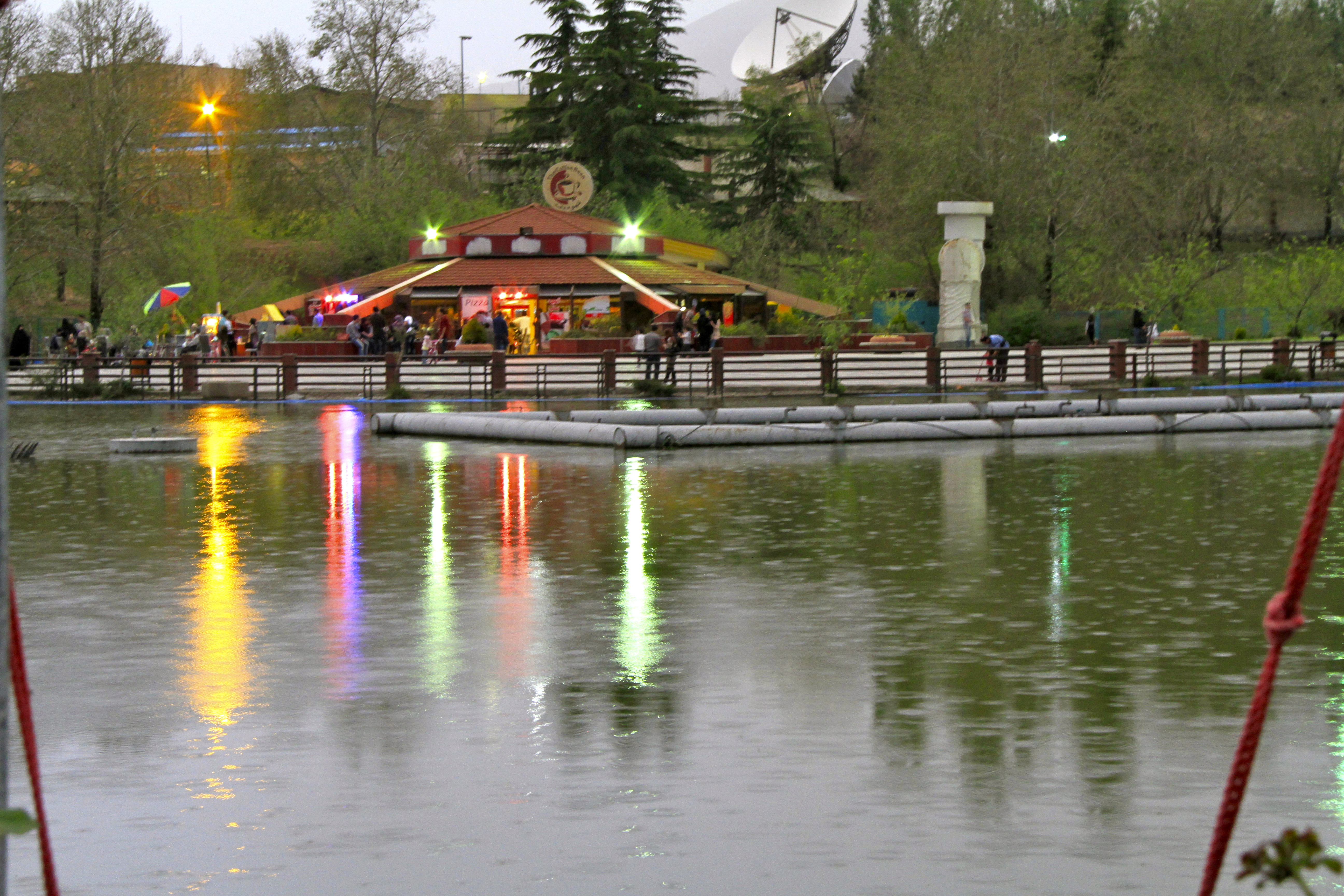
إحدى الكافتريات داخل الحديقة

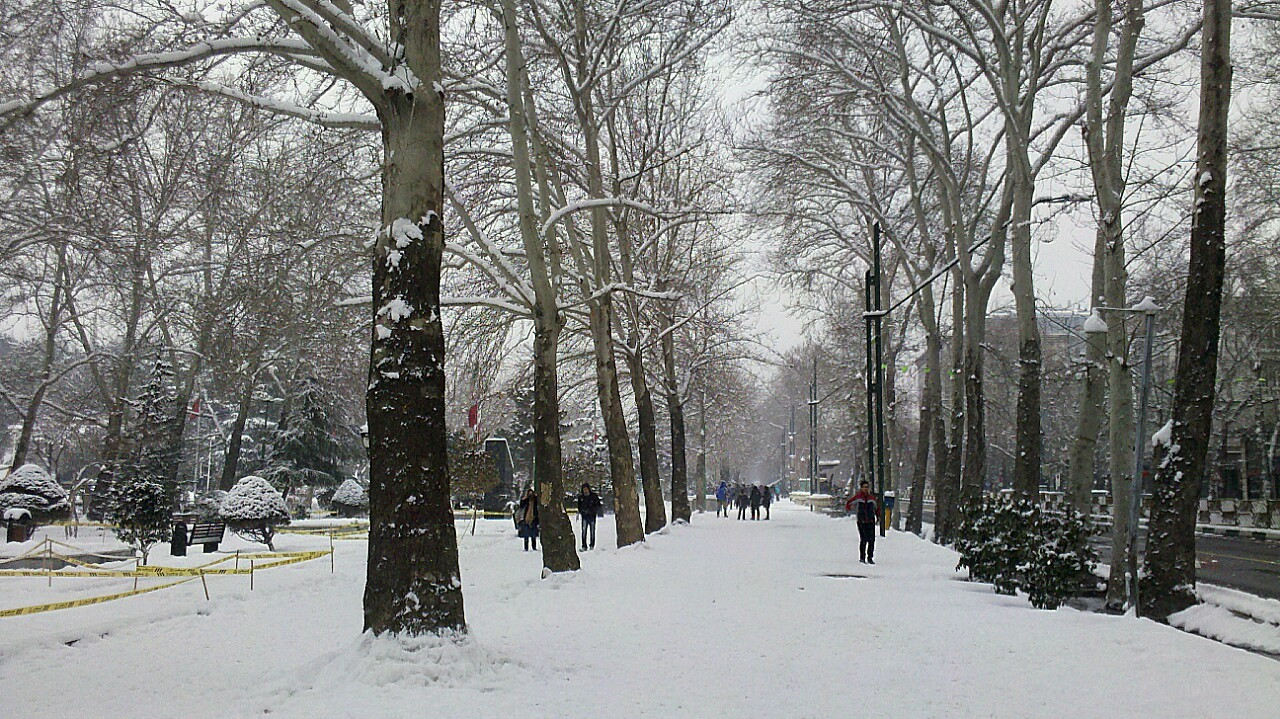
الحديقة في فصل الشتاء

حديقة الشعب (بالفارسية: پارک ملت) أو الحديقة الملكية سابقاً، هي حديقة إيرانية منظمة وفق تنظيم المدن الحديثة، حيث تم إنشائها عام 1968م في طهران على مرحلتين. وتبلغ مساحة الحديقة 34 هكتاراً حيث أن 23 هكتاراً منها مروج (عشب أخضر) و 2.3 هكتار غابات أشجار أي أنها تحتوي على تنوع نباتي كبير، أما 0.2 هكتار فهي مخصصة للورود.

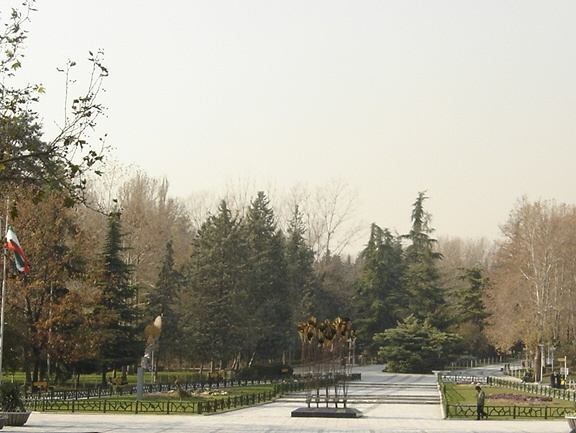
حديقة الشعب في طهران

## الموقع
تقع حديقة الشعب ذات الأهمية البالغة لسكان العاصمة في المنطقة الثالثة لبلدية طهران على جانب شارع ولي عصر، أما حدود الحديقة فهي من الشمال شارع جام جم، ومن الجنوب شارع نيايش، ومن الشرق شارع ولي عصر، ومن الغرب شارع سئول.

## تأريخ الحديقة وإنشائها
في بداية الأمر كانت الحديقة عبارة عن أراضي جرداء وبأمر من فرح بهلوي (زوجة محمد رضا بهلوي) ومحمد رضا اقاجاني تم تبديلها إلى حديقة، وتم تشييدها على مرحلتين:
• المرحلة الأولى: في العام 1345 ه.ش واستمر إلى العام 1347 ه.ش والذي كان جزءاً من الحديقة بموازات شارع ولي عصر.
• المرحلة الثانية: تم افتتاح المرحلة الثانية في العام 1353 ه.ش والذي كانت عبارة عن تشجير وزراعة أنواع الزهور في تلال الإذاعة والتلفزيون  وهي بجوار كل من شارع نيايش وسئول.

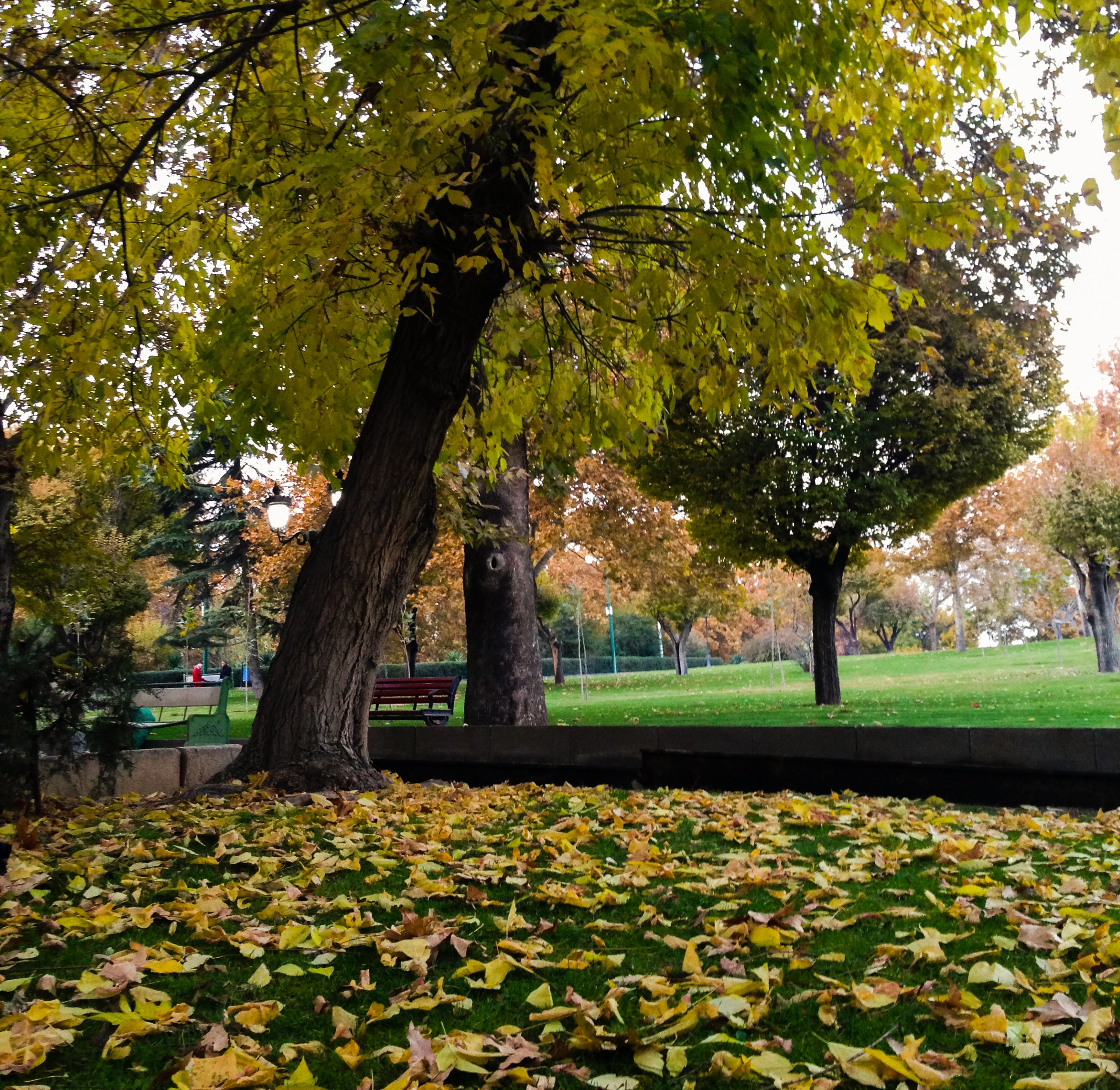
حديقة الشعب في فصل الخريف

## التنوع النباتي والحيواني في الحديقة
ان مساحة الحديقة هي 34 هكتار، حيث ان 23 هكتار منها مروج (عشب أخضر)، و2.3 هكتار غابات أشجار، و0.2 هكتار مخصصة للورود. كما ويوجد أكثر من 120 نوع من الأشجار والشجيرات وكذلك أشجار الفواكه ومنها التفاح، المشمش، الخوخ، التوت، السفرجل، الموز، الخرمالو، التين، بالإضافة إلى أشجار السدروس، الصنوبر، الچنار، النارون، الأقاقيا، البيدمجنون، وأنواع مختلفة من السرو، التبريزي، زبان گنجشك أي (لسان العصفور)، بداغ، يوکا، ارغوان، برگ بو، ترون، شمشاد، السرو بادبزني‌، النوئل الفضي‌، کاج الکانديلا، التوري‌، ختمي‌، ياس الشيرواني‌، شمشاد البرتقالي‌.

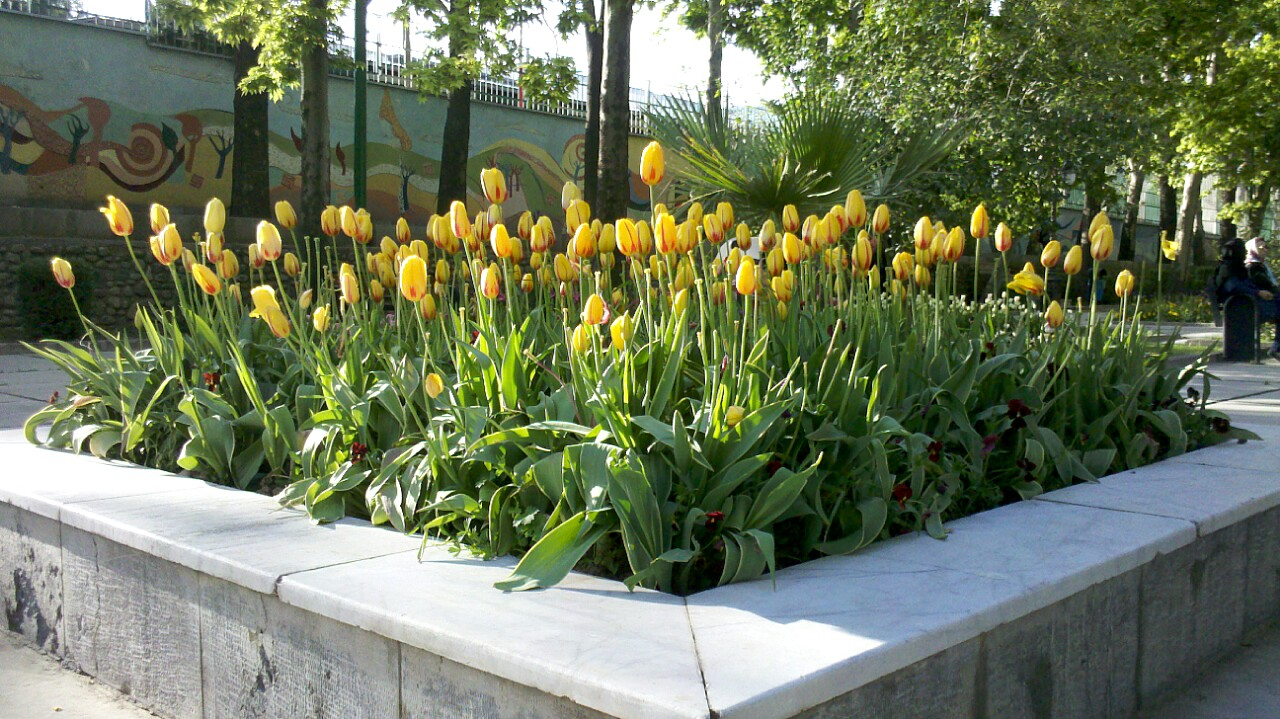
زهور الأقحوان الصفراء داخل الحديقة

اما في القسم الغربي للحديقة فيوجد مكان للحيوانات حيث توجد هناك أقفاص فيها أنواع من الطيور منها الطاووس، وطيور الحب، والبغبغاء وغيرها، بالإضافة إلى الحيوانات مثل الجمال، والدجاج، والقرود.

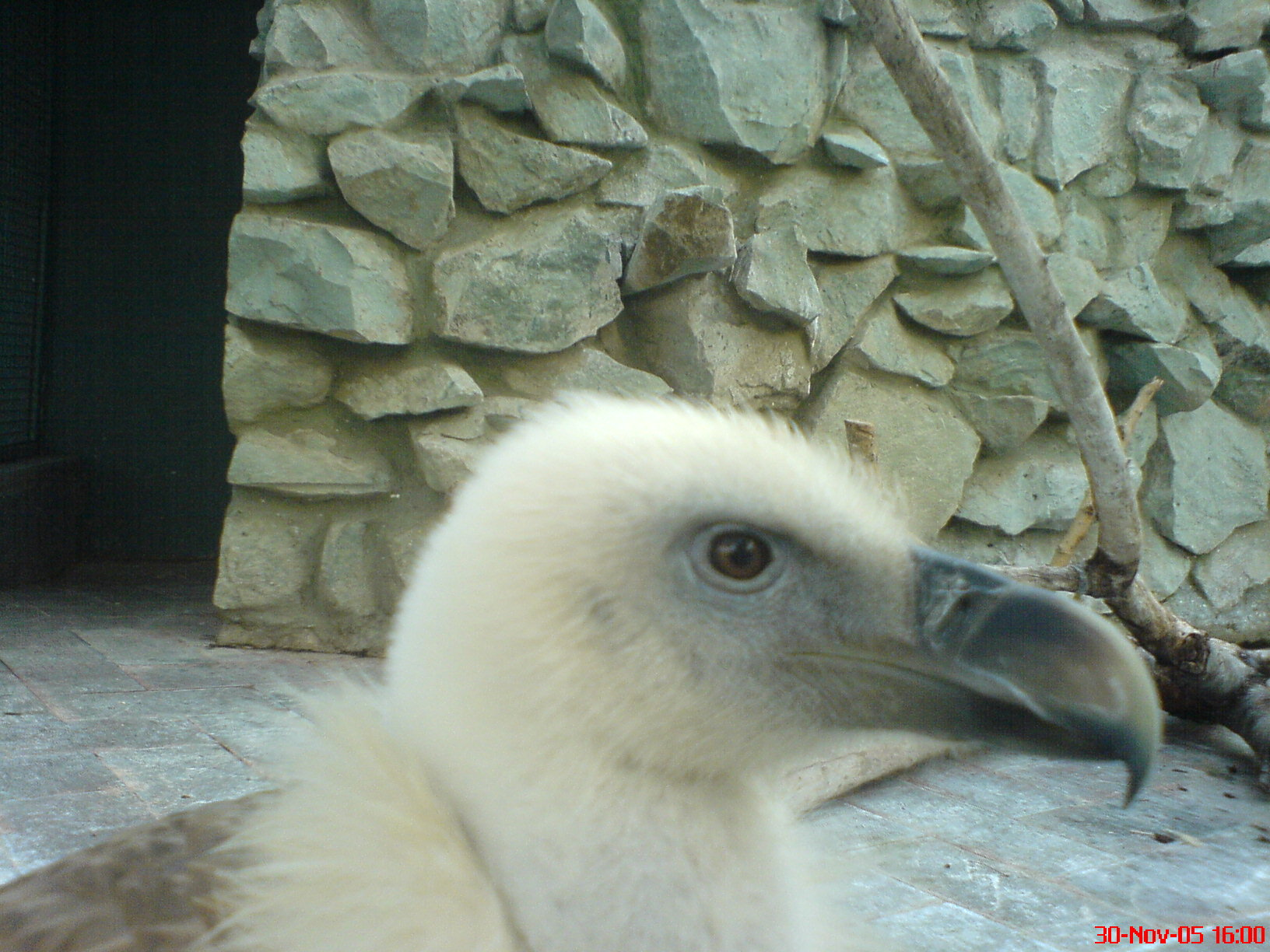
صغير النسر في القسم الخاص بالحيوانات من الحديقة

## المرافق
- إن طبيعة الحديقة التي تحوي على مناظر جذّابة تضم مجموعات متنوعة من الحيوانات والطيور، لاسيما الغزلان.
- تتميز الحديقة بتنوع نباتي كبير حيث تنمو  فيها أكثر من 120 نوعاً من الأشجار والشجيرات.[9]
- أما في القسم الغربي للحديقة فيوجد أول قطار ديزل والمعروف باسم قطار الدخان (ومكتوب على القطار تاريخ 1887م) وهو أول قطار في زمن ناصر الدين شاه القاجاري والذي كان يسير بين طهران وري (حرم شاه عبد العظيم).
- وأيضا في هذه الحديقة توجد مجوعات تضم السينما الرباعية الأبعاد، ألعاب الأطفال، الاسكيت، ركوب الدراجات. كما توجد محلات تجارية ومطاعم فاخرة.[10]
- تظم حديقة الشعب بحيرة جميلة تسمح لروّادها بسياقة القوارب ذات الدّواسات.
- كذلك يوجد في الحديقة حوض كبير فيه نافورات موزيكال، وتماثيل مشاهير إيران مثل فردوسي، سعدي، شهريار ونيما يوشيج، وتمثال الأم.[6]

## معرض الصور

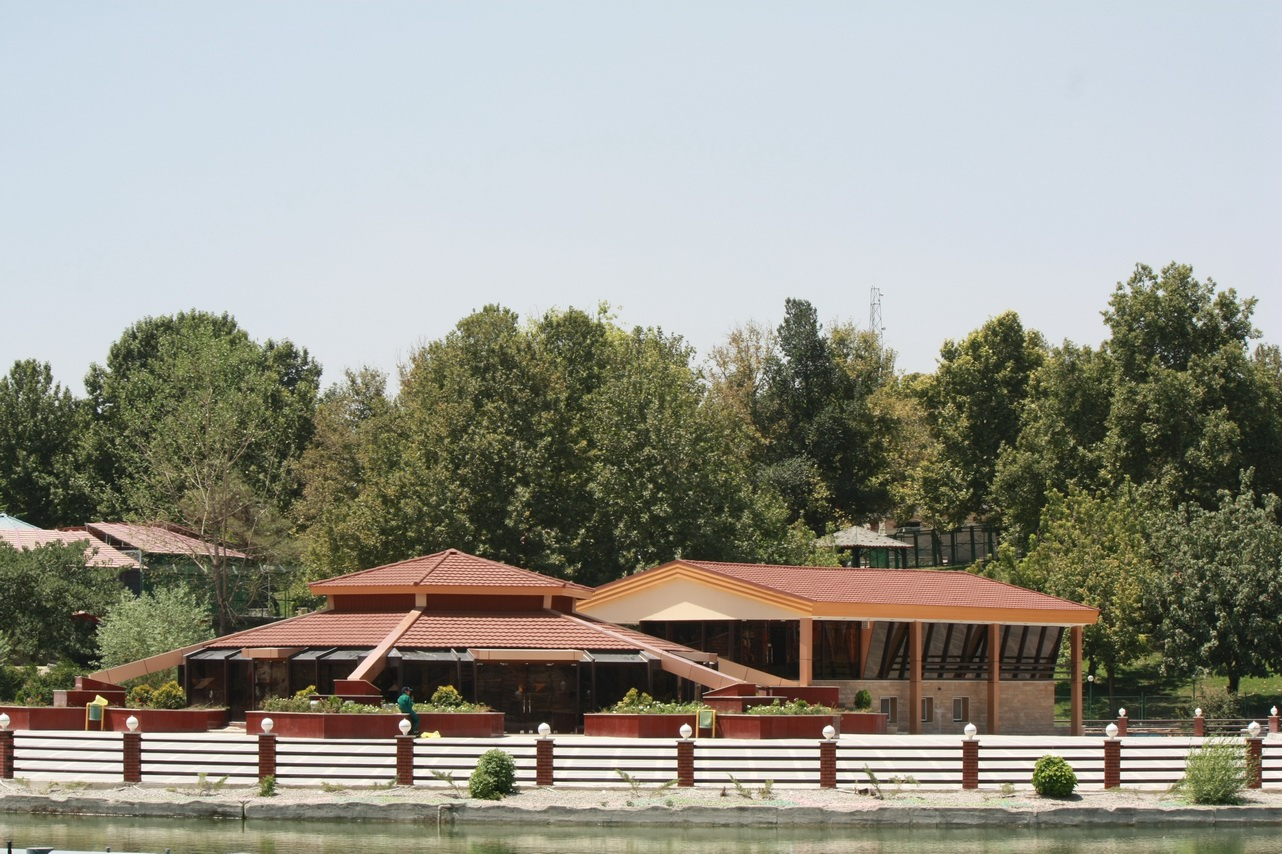
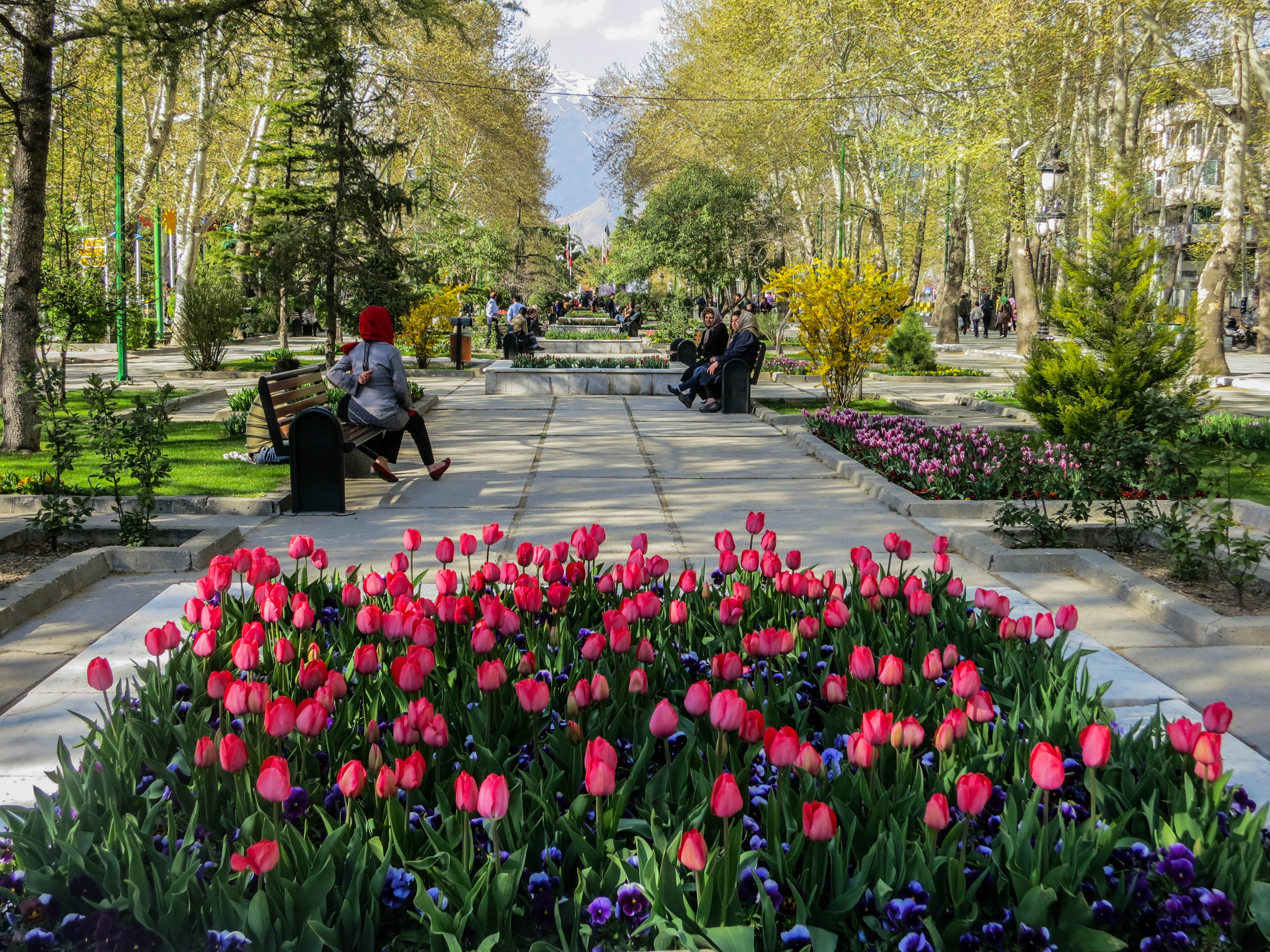
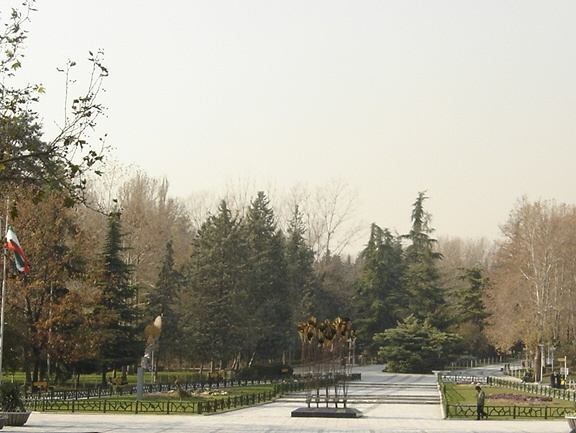
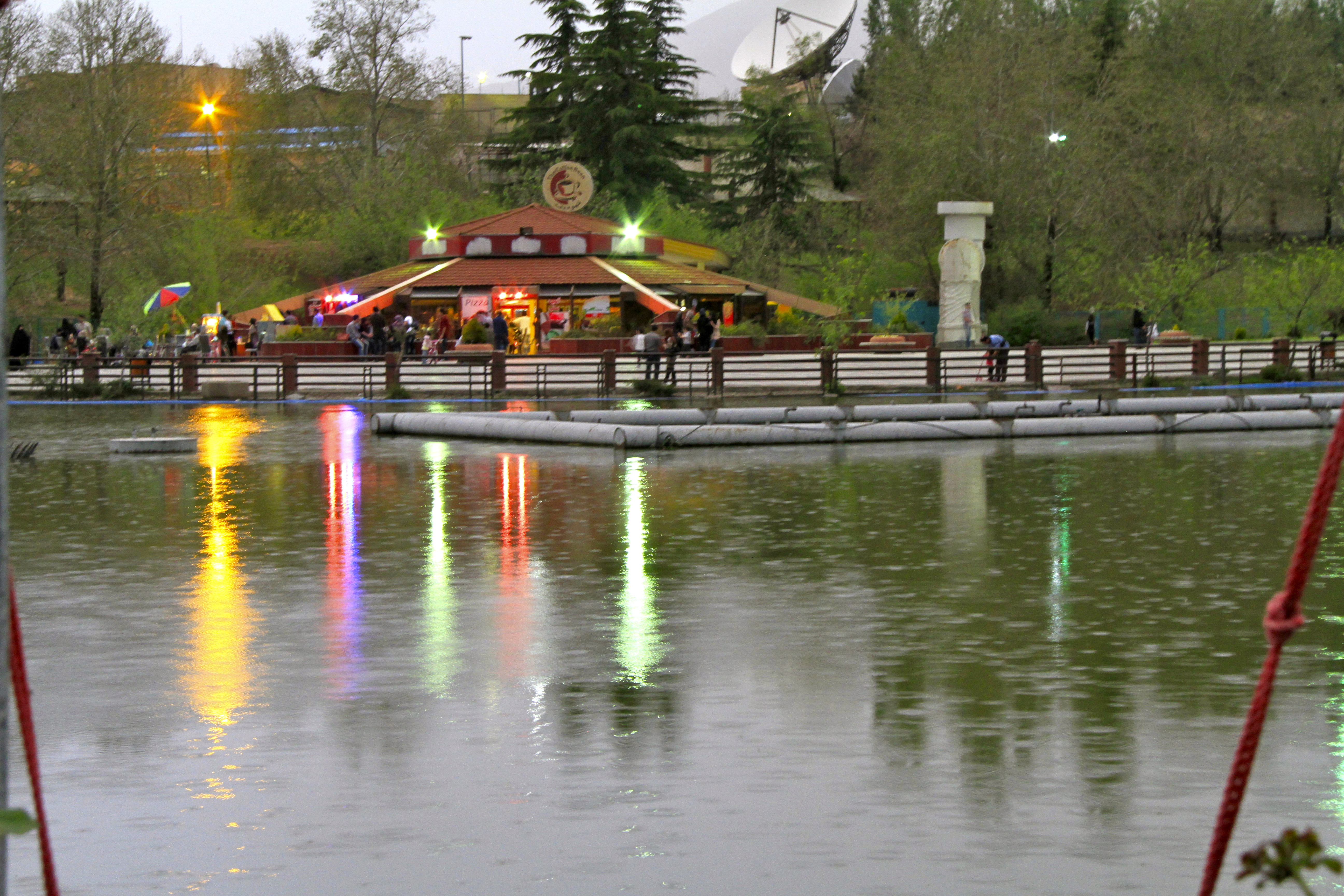
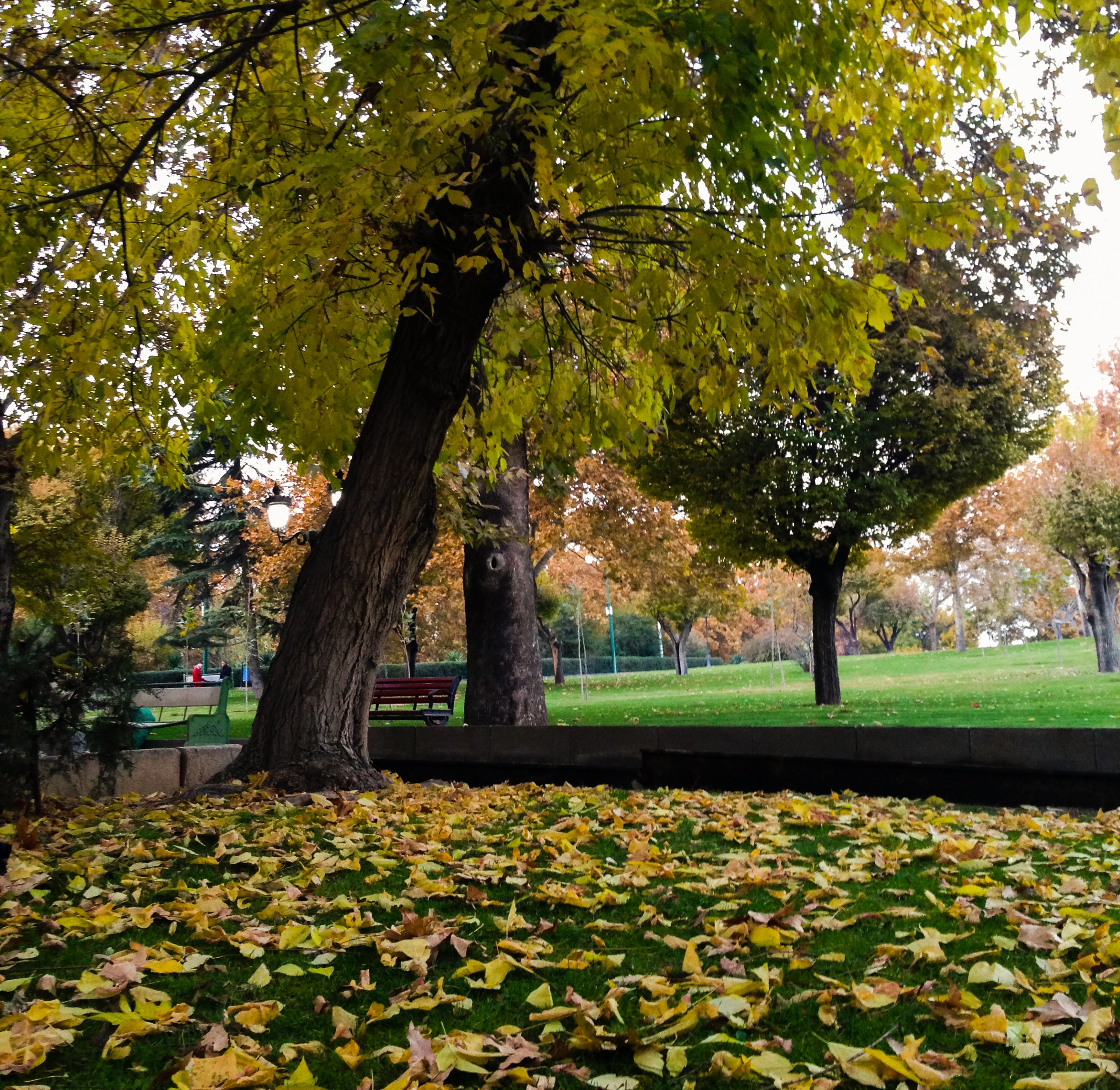
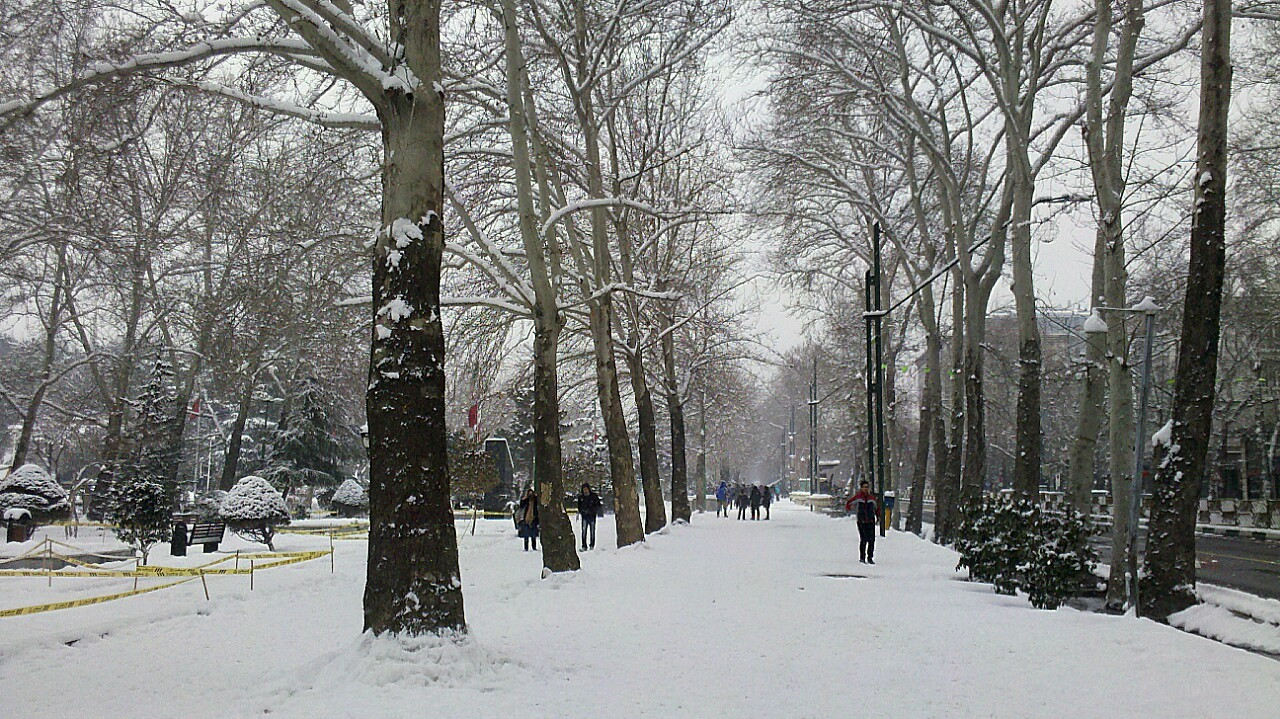
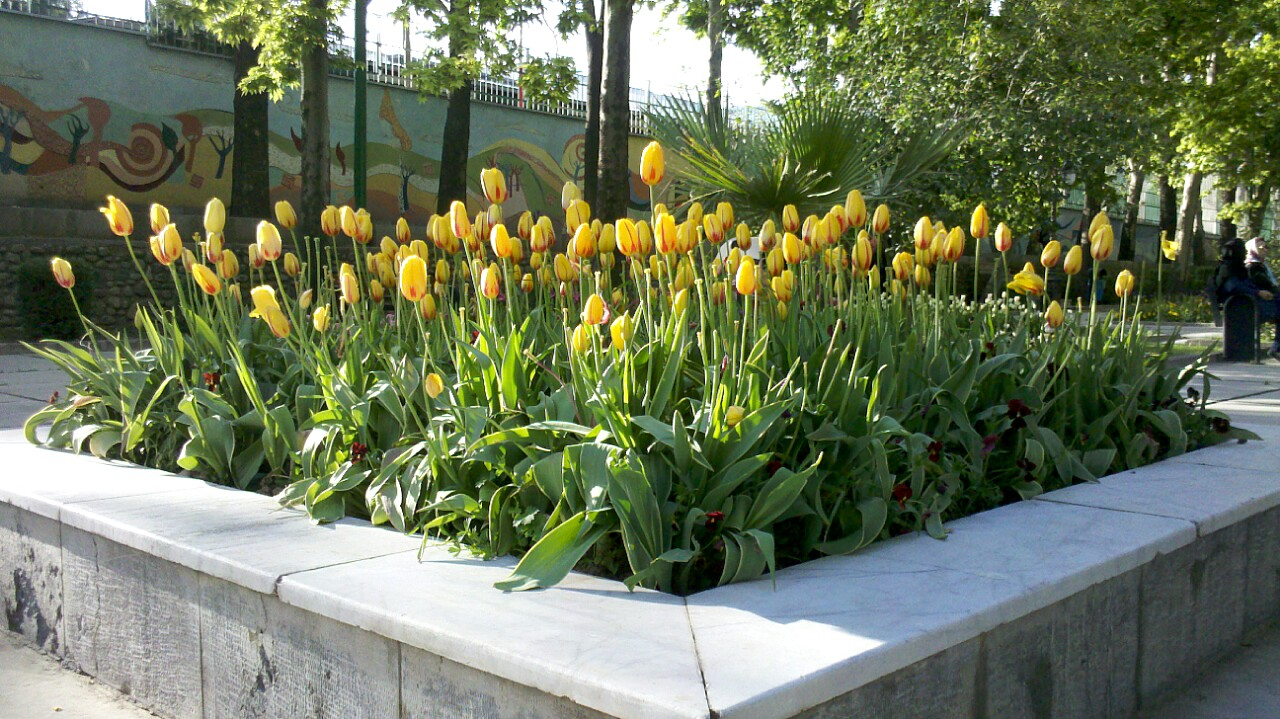
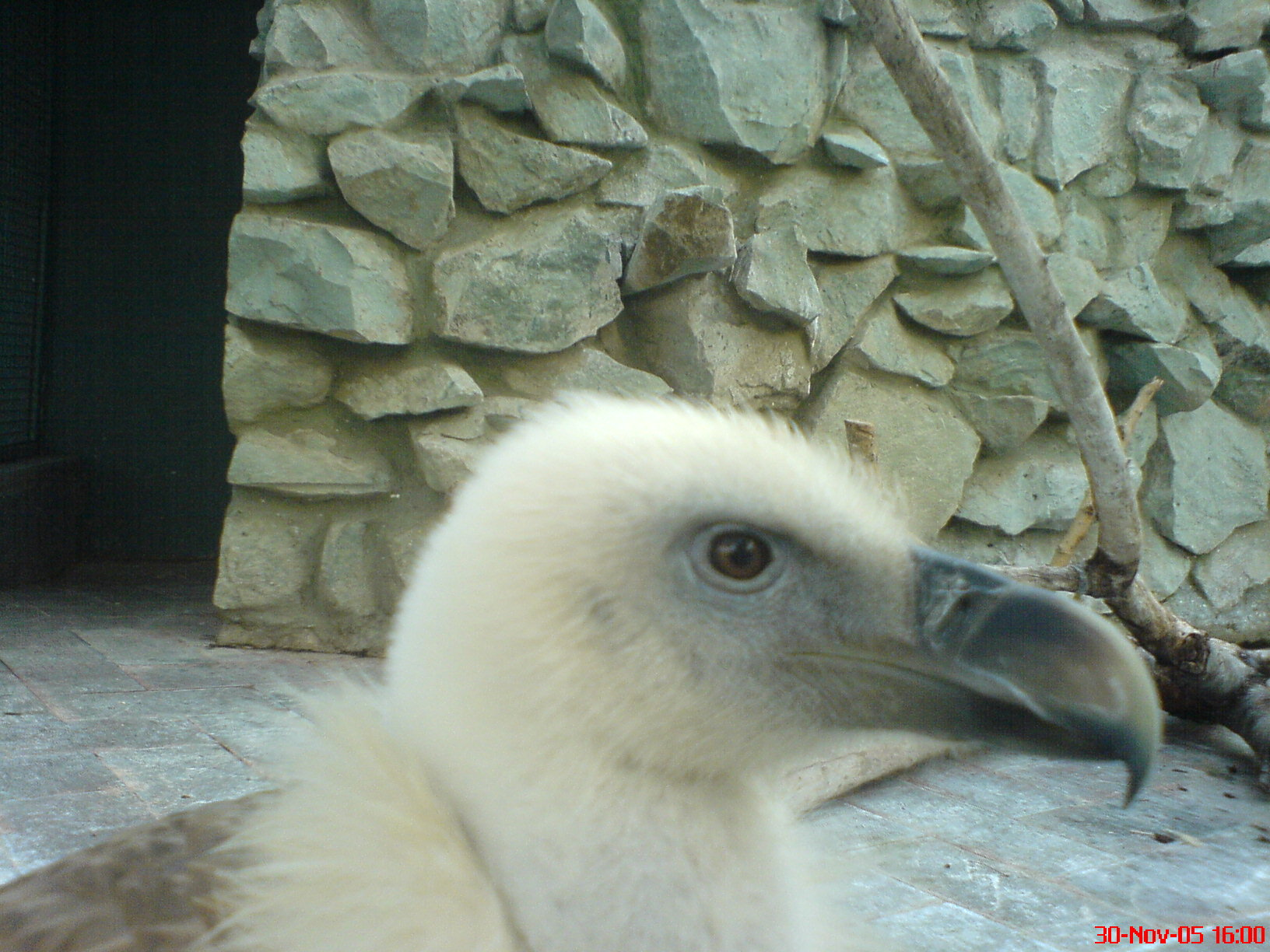